# Mathematical Sciences Research Institute

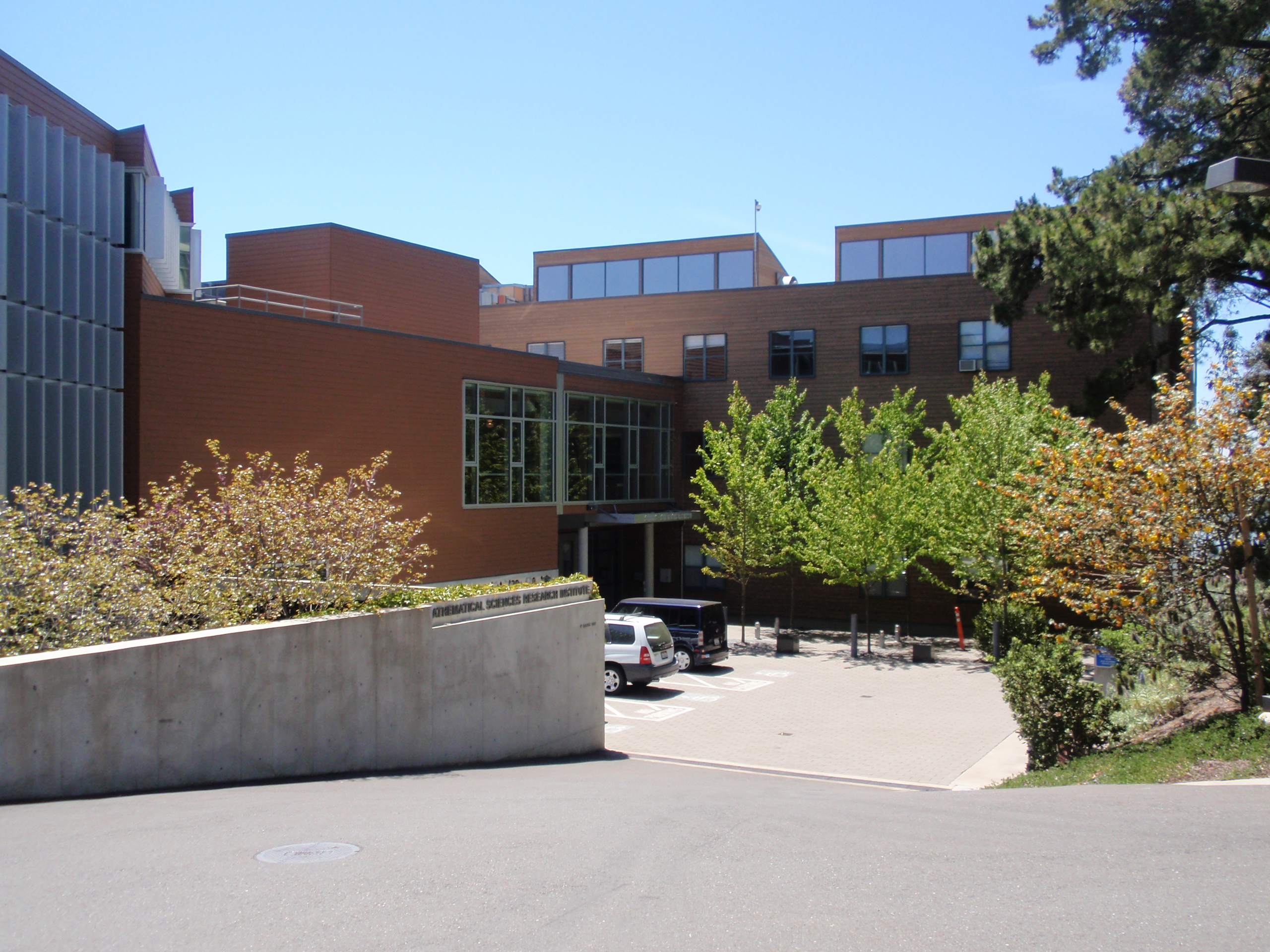
L'ingresso del MSRI, maggio 2011

Il Mathematical Sciences Research Institute (MSRI), venne fondato nel 1982, come istituto di ricerca nel campo della matematica, nella forma di organizzazione non a scopo di lucro e non governativa. Fra i suoi fondatori figurano la National Science Foundation, fondazioni, corporazioni, e più di 90 università e istituzioni. L'Institute è ospitato presso il campus della University of California, Berkeley.

## Direttori
- 1982-1984 Shiing-Shen Chern
- 1984-1992 Irving Kaplansky
- 1992-1997 William Thurston
- 1997-2007 David Eisenbud
- 1º agosto 2007-2013 Robert Bryant
- 2013-adesso David Eisenbud